# الوتر (فلم)
الوتر فيلم مصري من إنتاح عام 2010 بطولة مصطفى شعبان وغادة عادل.

## القصة
تدور أحداث الفيلم حول جريمة قتل غامضة حيث تلعب غادة عادل دور عازفة كمان تدعى «مايسة»، تدور حولها ومجموعة من المحيطين بها الشكوك في هذه الجريمة، إلا أن الضابط «محمد سليم» الذي يقوم بدورة مصطفى شعبان يستطيع كشف غموض هذه الجريمة، كما يطرح الفيلم علاقة الأخوات الشقيقات، خاصةً إن كنّ في أعمار متقاربة، إضافة إلى المنافسة الشديدة التي تغلف علاقتهن والتي تصل إلى درجة المنافسة على حب رجل واحد

## طاقم التمثيل
- مصطفى شعبان: (محمد سليم)
- غادة عادل: (مايسة إبراهيم)
- أحمد السعدني: (حسن راغب)
- أروى جودة: (منة إبراهيم)
- سوسن بدر: (والدة مايسة ومنة)
- أشرف زكي: (المايسترو)
- سعيد الصالح
- علي حسنين

## وصلات خارجية
- مقالات تستعمل روابط فنية بلا صلة مع ويكي بيانات